# 音別地区コミュニティバス
音別地区コミュニティバス（おんべつちくコミュニティバス）は、北海道釧路市の飛地の音別地区で運行されているコミュニティバスである。

## 概要
釧路市音別地区は、2018年（平成30年）3月にくしろバスが運行していた路線バスの廃線と、2019年（平成31年）3月に根室本線の直別駅と尺別駅が廃止されたことにより、地域住民の交通手段の確保が課題となっていた。釧路市は、路線バスが廃線になった際に代替交通としてスクールバス（二俣・霧里方面のみ）及び患者輸送バス（中音別・上音別・二俣・霧里・茶安別・川西方面のみ）の住民利用を開始したが、利便性が高い交通手段の導入を検討した結果、患者輸送バスを統合したオンデマンド型のコミュニティバスを運行することとした。これによって、釧路市は運行に関して必要な事項を定めた条例と規則を制定し、2019年（令和元年）10月1日より2系統の路線の運行を開始した。
2024年10月にくしろバスが運行開始した37 白音線を2025年9月末をもって廃止とする意向が釧路市に伝えられ、釧路市は音別地区コミュニティバスを白糠まで延伸する改正条例案を作成した。
利用には利用者登録と事前予約が必要。バスの乗降には停留所以外にも利用者の住宅前で乗降が可能な区間が設定されている。

## 沿革
- 2019年（令和元年）
  - 7月19日 - コミュニティバス事業に関する条例と条例施行規則についてパブリックコメントを募集[4]。
  - 10月1日 - チャンベツ・ムリ線、直別・尺別線の2系統を運行開始[2]。

## 路線
- チャンベツ・ムリ線

音別駅 - 音別町行政センター - 音別診療所 - おんべつ学園 - ドアツードア区間（緑町地区 - ムリ地区 - チャンベツ地区）
- 直別・尺別線

音別駅 - 音別診療所 - 音別町行政センター - 海光1丁目会館 - ドアツードア区間（尺別地区 - キナシ別地区 - 直別地区）
運行は土日祝日、年末年始を除く毎日。
運行ダイヤは市立釧路国民健康保険音別診療所の診療時間や音別駅での鉄道や路線バスへの乗継を考慮しながら1日2，3往復が設定されている。

### 運賃
停留所設置区間内は200円、ドアツードア区間まで乗り通すか、ドアツードア区間内で利用する場合は500円。小学生以下や身体障碍者等は半額、釧路市が発行する「おでかけパスポート70」を所持している場合は100円、音別診療所を受診する場合は無料。